# 小林重雄
小林 重雄（こばやし しげお、1935年 - ）は、日本の行動療法家。専門行動療法士・臨床心理士。専門は行動療法。学位は、教育学博士。筑波大学名誉教授。「自閉性障害」を中心とした広汎性発達障害についての行動療法的アプローチに関する研究を行う。WAIS-R（成人知能検査）訳編著者、SDS（うつ性自己評価尺度）日本版著者、DAM（グッドイナフ人物画知能検査）日本版著者。

## 経歴
- 東京教育大学大学院修士課程（文学修士）修了後、東京都の児童相談所に勤務。
- アメリカに留学し、精神・神経医学研究所、リハビリテーション研究センター、重度知的障害施設に関わる。
- 帰国後、東京都の知的障害通園施設、山形県の精神科病院で臨床心理の修業を積む。
- 山形大学、筑波大学心身障害児系教授、吉備国際大学社会福祉学部教授、ノートルダム清心女子大学人間生活学部教授を経て、現在、名古屋経済大学大学院人間生活科学研究科長。
- 2015年春の叙勲で瑞宝中綬章受章[1]。

## 所属学会
- 日本心理学会
- 日本教育心理学会
- 日本特殊教育学会（常任理事）
- 日本行動療法学会（常任理事）
- 日本行動分析学会（相談役）

## 主な著作
- （日本文化科学社）
  - 小林重雄・杉山雅彦(編著)　1984　自閉症児のことばの指導　東京：日本文化科学社
  - 小林重雄(共著)　1991　日本版WAIS-R採点の実際　東京：日本文化科学社
  - 三澤義一(監修)　小林重雄・藤田和弘・前川久男・大六一志(編著)　1993　日本版WAIS-R簡易実施法　東京：日本文化科学社
  - 小林重雄・藤田和弘・前川久男・大六一志・山中克夫(共編著)　1998　日本版WAIS-Rの理論と臨床：実践的利用のための詳しい解説　東京：日本文化科学社

- （コレール社）
  - 小林重雄(編著)　2001　心理学概論　東京：コレール社
  - 小林重雄(編著)　2001　講座臨床心理学1　総説臨床心理学　武蔵野：コレール社
  - 小林重雄・園山繁樹・野口幸弘(編著)　2003　自閉性障害の理解と援助　武蔵野：コレール社
  - 小林重雄(監修)　小林重雄・古賀靖之(編著)　2004　講座臨床心理学5　医療臨床心理学　武蔵野：コレール社

- （黎明書房）
  - 小林重雄・大野裕史(編著)　1988　情緒障害児双書　自閉症　名古屋：黎明書房
  - 内山喜久雄(監修)　小林重雄・加藤哲文(編著)　1995　情緒障害児双書3　言語障害　名古屋：黎明書房

- （川島書店）
  - 小林重雄(編著)　1980　子どもの行動療法　自閉症児：その臨床例と技法　東京：川島書店
  - 内山喜久雄(監修)　小林重雄(編著)　2000　「実践入門カウンセリング」シリーズ5　実践入門福祉カウンセリング：福祉実践に生かすカウンセリングの技法　東京：川島書店

- （その他）
  - 佐藤親雄・小林重雄(編集)　1978　最新心身障害教育・福祉講座　情緒・重複障害の教育と福祉　東京：日本図書文化協会
  - 小林重雄(編著)　1980　自閉症：その治療教育システム　東京：岩崎学術出版社
  - 小林重雄(編著)　1982　障害児教育指導技術双書　実践自閉症児の集団適応：社会的自立をめざす治療教育　東京：学習研究社
  - 小林重雄(編)　1989　メンタルヘルス・シリーズ　子どものかかわり障害　京都：同朋舎出版
  - 小林重雄(編)　1989　グッドイナフ人物画知能検査の臨床的利用　京都：三京房
  - R.ホーナー(編)　小林重雄・加藤哲文(監訳)　1992　叢書・現代の心理学　自閉症、発達障害者の社会参加をめざして：応用行動分析学からのアプローチ　大阪：二瓶社
  - 奥田健次・小林重雄(共著)　2009　自閉症児のための明るい療育相談室　東京：学苑社